# Zoya Akhtar
Pour les articles homonymes, voir Akhtar.
Zoya Akhtar (en devanagari ज़ोया अख़्तर) est une réalisatrice indienne née le 9 janvier 1974 à Mumbai (Inde).

## Biographie

### Jeunesse
Zoya Akhtar est la fille du scénariste, poète et parolier Javed Akhtar et de Honey Irani, également scénariste. Elle est la sœur jumelle du réalisateur et acteur Farhan Akhtar. Elle étudie la production cinématographique à l’université de New York.

### Débuts
Elle commence par travailler  sur des films publicitaires et participe également à la réalisation d’un clip pour un groupe de rock, Pentagram. Elle recrute les figurants de plusieurs films, dont Bombay Boys et Kama Sutra, une histoire d'amour. Elle travaille ensuite comme productrice exécutive, assistante réalisatrice et directrice de casting, notamment pour des films réalisés par son frère Farhan Akhtar. Elle a également écrit les paroles de certaines chansons de Coup de foudre à Bollywood. Elle a un petit rôle dans Kama Sutra, une histoire d'amour, mais affirme être incapable de jouer.

### Comme réalisatrice
À ce jour, Zoya Akhtar a réalisé cinq films, Luck by Chance (2009), dont l’action se déroule dans l’industrie du cinéma de Mumbai et pour lequel elle reçoit le Filmfare Award du meilleur premier film, et Zindagi Na Milegi Dobara (2011), un road-movie centré sur l’amitié qui unit les trois personnages principaux et  Dil Dhadakne Do (2015). Son frère Farhan Akhtar, joue un rôle important dans chacun de ces films. Contrairement à son premier film, Zindagi Na Milegi Dobara est un succès commercial,.

## Filmographie

### Casting des figurants
- 1996 : Kama Sutra, une histoire d'amour
- 1998 : Bombay Boys
- 1999 : Split Wide Open
- 1999 : Bhopal Express

### Directrice de casting
- 2001 : Dil Chahta Hai
- 2003 : Armaan
- 2004 : Lakshya

### Productrice exécutive
- 2004 : Lakshya
- 2007 : Honeymoon Travels Pvt. Ltd.
- 2009 : Luck by Chance

### Assistante réalisatrice
- 1998 : Bombay Boys
- 2001 : Dil Chahta Hai
- 2004 : Lakshya

### Scénariste
- 2008 : Migration (court métrage)
- 2009 : Luck by Chance
- 2011 : Zindagi Na Milegi Dobara

### Réalisatrice
- 2009 : Luck by Chance
- 2011 : Zindagi Na Milegi Dobara
- 2013 : Bombay Talkies, segment Sheila ki Jawaani
- 2015 : Dil Dhadakne Do
- 2019 : Gully Boy